# Kálló (település)
Kálló község Nógrád vármegyében, a Pásztói járásban.

## Fekvése
Aszódtól 15 kilométerre, Budapesttől 55 kilométerre fekszik. A közvetlenül határos települések: északkelet felől Erdőtarcsa, délkelet felől Verseg, dél felől Kartal és Aszód, délnyugat felől Galgamácsa, északnyugat felől pedig Erdőkürt.

### Megközelítése
Csak közúton érhető el, Erdőkürt vagy Verseg érintésével a 2106-os, Vanyarc felől pedig a 2137-es úton. Erdőtarcsával és azon keresztül Nagykökényessel a 21 152-es út köti össze.
Az ország távolabbi részei felől a leginkább kézenfekvő megközelítési útvonala az M3-as autópálya, melyről Bagnál letérve, Aszódon, Kartalon és Versegen keresztül érhető el. 

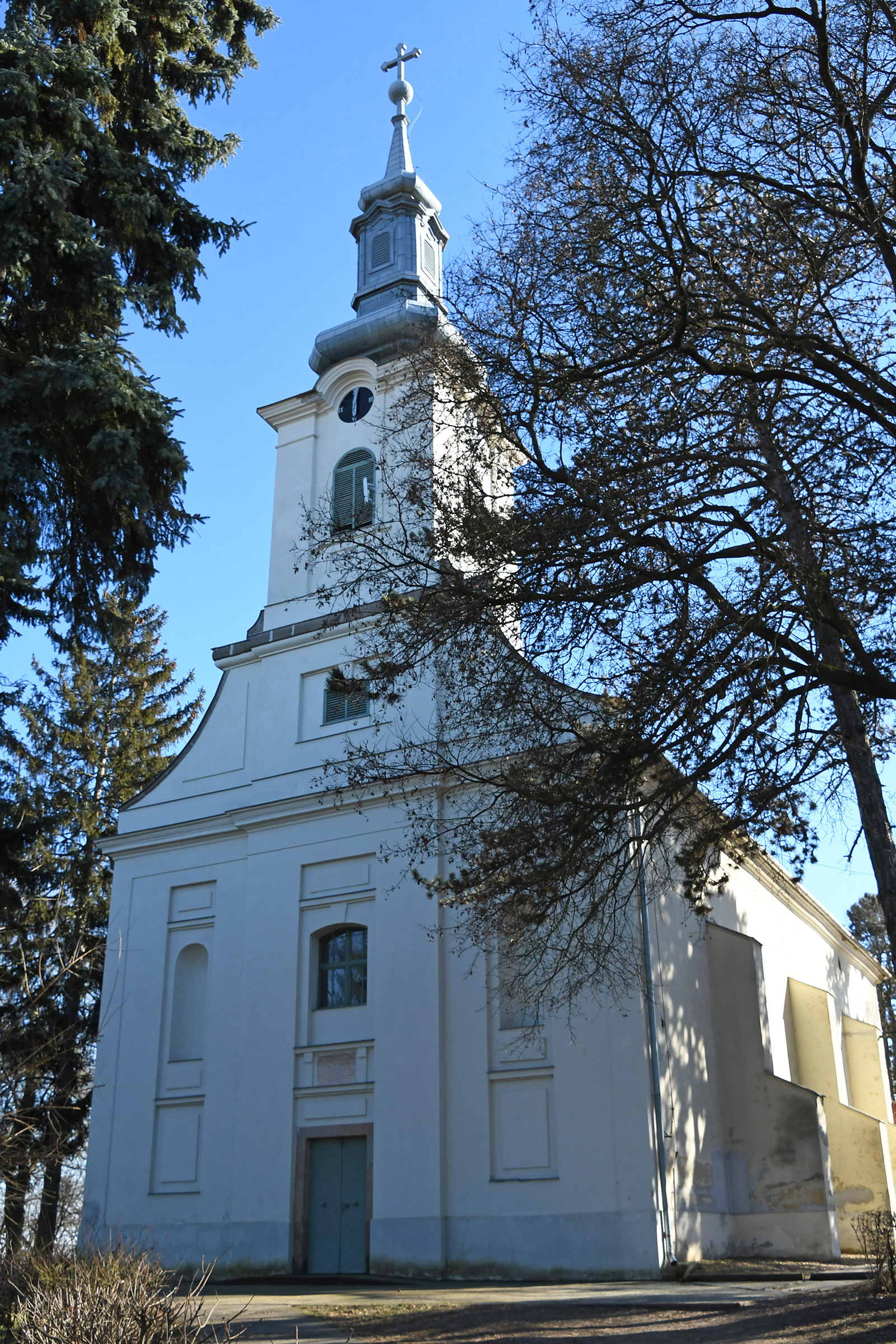
Római katolikus Szent Pál megtérése templom

## Története
Kálló (Pisk-) Árpád-kori település. Nevét 1246-ban említette először oklevél Pithcalo alakban írva és már ekkor egyházas hely volt.
Kálló település a váci püspök birtoka volt. 1242-ben délnyugaton határos volt Dengeleg régi területének, a mai Erdőtarcsa helyén fekvő részeivel. A török időkben, 1562-1563-ban Khalil török tiszt hűbérbirtoka volt, akinek halála után, 1565-ben Jusszuf zászlótartó kapta. 1633-1634-ben a váci nahije községei között sorolták fel, hat adóköteles házzal. 1715-ben 12 magyar, 1720-ban 23 magyar és három tót háztartást vettek itt fel. 1848-ig a váci püspökség birtoka volt, de 1826-ban a báró Podmaniczky és a gróf Teleki családok is birtokosai voltak, a  20. század elején pedig a váci püspöknek és gróf Wilczek Frigyesnének volt itt nagyobb birtoka. 1849-ben nagy kolerajárvány pusztított a településen, melynek 151-en estek áldozatul, majd 1866-ban ismét terjedt a járvány, ekkor 134 halálos áldozata volt.

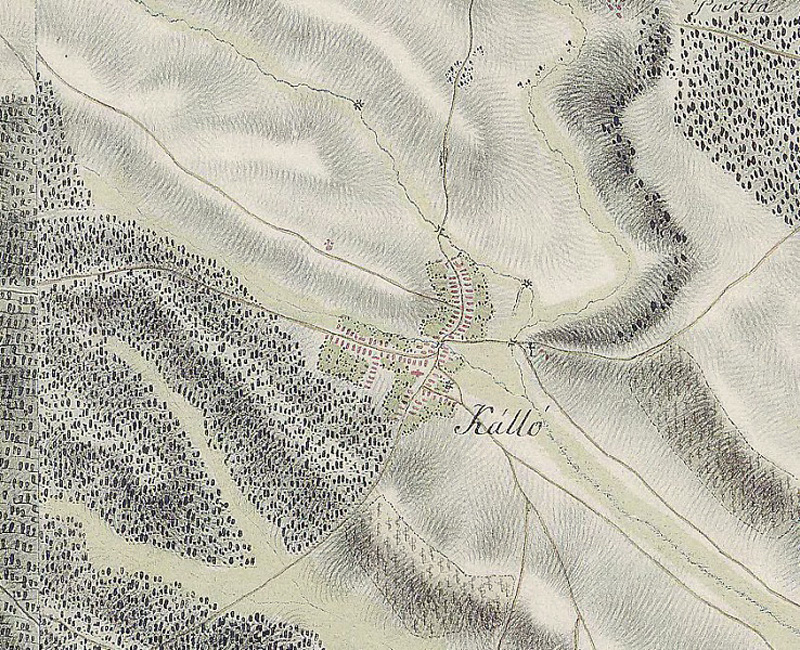
Kálló – I. katonai felmérés térképe (1763-1785)
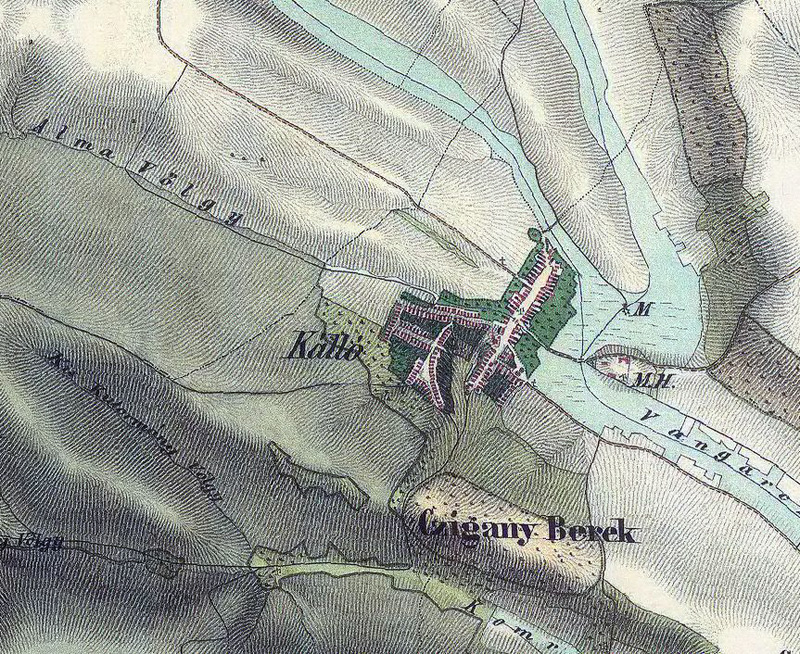
Kálló – II. katonai felmérés térképe (1806-1869)
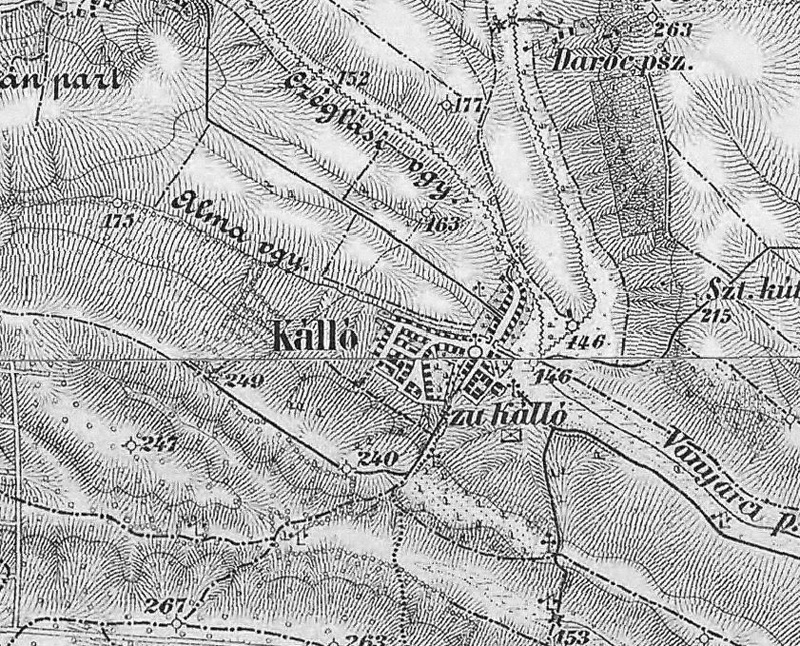
Kálló – III. katonai felmérés térképe (1869-1887)
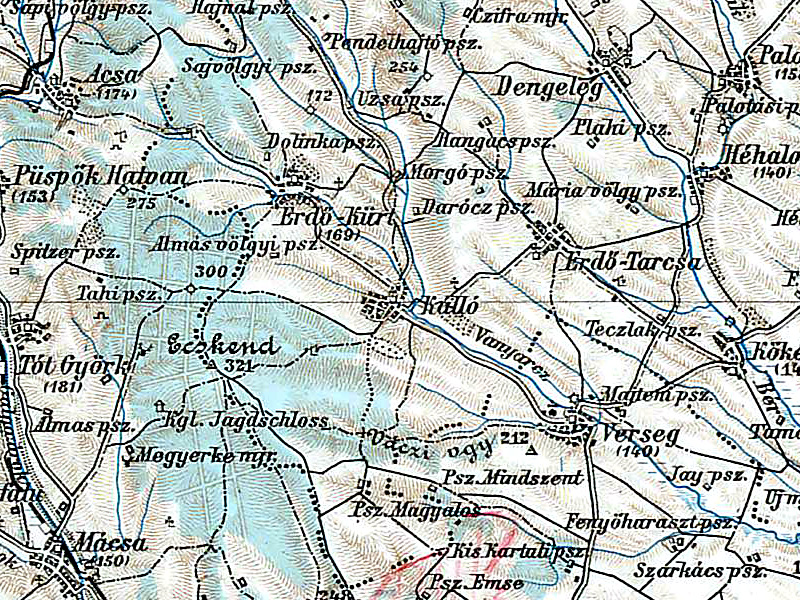
Kálló és környéke – III. katonai felmérés térképe (1869-1887)

A 20. század elején Nógrád vármegye Sziráki járásához tartozott. 1910-ben 2306 magyar lakosa volt. Ebből 2192 római katolikus, 55 evangélikus, 52 izraelita volt. 2011-ben 1477 lakosa volt.

## Közélete

### Polgármesterei
- 1990–1994: Babecz Jánosné (KDNP)[3]
- 1994–1998: Babecz Jánosné (független)[4]
- 1998–2002: Babecz Jánosné (független)[5]
- 2002–2006: Babecz Jánosné (független)[6]
- 2006–2010: Babecz Jánosné (független)[7]
- 2010–2014: Ivanovics István (független)[8]
- 2014–2019: Baboss Buda (független)[9]
- 2019–2024: Baboss Buda (Fidesz-KDNP)[10]
- 2024– : Baboss Buda (független)[1]

## Népesség
A település népességének változása:
| Lakosok száma | 1458 | 1439 | 1455 | 1630 | 1717 | 1698 | 1665 |
|               | 2013 | 2014 | 2015 | 2021 | 2022 | 2023 | 2024 |

2001-ben a település lakosságának 77%-a magyar, 23%-a cigány nemzetiségűnek vallotta magát.
A 2011-es népszámlálás során a lakosok 94,7%-a magyarnak, 32,7% cigánynak, 0,3% románnak mondta magát (5,2% nem nyilatkozott; a kettős identitások miatt a végösszeg nagyobb lehet 100%-nál). A vallási megoszlás a következő volt: római katolikus 72,2%, református 3,5%, evangélikus 2,1%, görögkatolikus 0,5%, felekezeten kívüli 6,5% (13,8% nem nyilatkozott).
2022-ben a lakosság 85,7%-a vallotta magát magyarnak, 9,5% cigánynak, 0,3% ukránnak, 0,2% németnek, 0,1-0,1% bolgárnak, ruszinnak, szlováknak, szerbnek és románnak, 1,4% egyéb, nem hazai nemzetiségűnek (13,7% nem nyilatkozott; a kettős identitások miatt a végösszeg nagyobb lehet 100%-nál). Vallásuk szerint 40,3% volt római katolikus, 1,7% református, 1% evangélikus, 0,4% görög katolikus, 1% egyéb keresztény, 1% egyéb katolikus, 7,1% felekezeten kívüli (47,4% nem válaszolt).

## Nevezetességei
- Római katolikus temploma - a régi templom helyén 1805-1811 között
- Szent István-szobor
- Szent János-szobor a plébánia kertjében
- Fejér Máté Szent Kristóf szobra a Szent Kristóf vendégháznál[14]
- Padlásmúzeum a Szent Kristóf házban